# منخل جزيئي

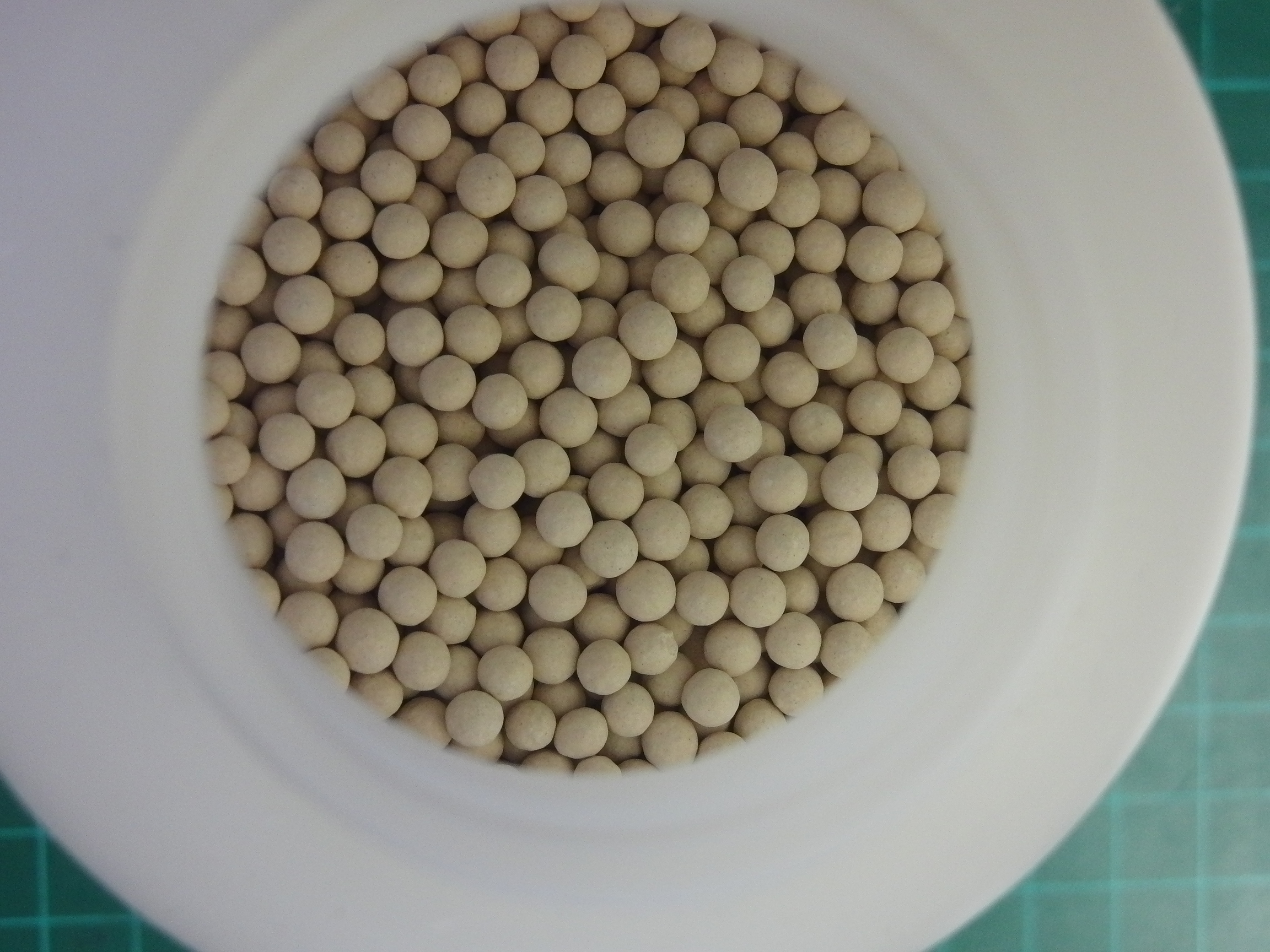
كريّات مادة من أشباه الزيوليت

المنخل الجزيئي في الكيمياء، هي مادة تحتوي على مسام ذات اتساع دقيق ومتساوية، تستعمل كمادة ماصة للغازات والسوائل.
وتكون الجزيئات صغيرة بحيث تمر من خلال مسام المادة وتمتص فيها بينما تبقي الجزيئات الكبيرة نسبيا منفصلة في الخارج. وتلك المناخل تختلف عن المصفاة العادية (المنخل) في كونها تنطبق على مستوى حجم الجزيئات. وقد يكون جزيء الماء أصغر من جزيء آخر فيتمكن من المرور داخل المسام. وتعمل المسام أيضا على احتواء الجزيئات الداخلة والاحتفاظ بها. وفي استطاعة المنخل الجزيئي امتصاص الماء إلى نسبة 22% من وزنها.

## اقرأ أيضا
- تقطير جزئي